# Thysanozoon sandiegense
Thysanozoon sandiegense är en plattmaskart som beskrevs av Libbie Henrietta Hyman 1953. Thysanozoon sandiegense ingår i släktet Thysanozoon och familjen Pseudoceritidae. Inga underarter finns listade i Catalogue of Life.